# Zerg
Zerg er en af de tre racer, man kan vælge i computerspillet Starcraft.

## Historie
Zerg er en rumvæsenlignende race, som startede deres tidlige eksistens, da de sammen med racen protoss blev skabt af den almægtige Xel'Naga.
Zerg er en udelukkende destruktiv race, og når de bekriger deres modstandere, er det normalt for dem, at deres tab bliver talt op til millioner.
| computerspil | Spire Denne computerspilsrelaterede artikel er en spire som bør udbygges. Du er velkommen til at hjælpe Wikipedia ved at udvide den. |